# 桑德斯鎮區 (明尼蘇達州彭寧頓縣)
桑德斯鎮區（英語：Sanders Township）是位於美國明尼蘇達州彭寧頓縣的一個行政鎮區。

## 地方資料
桑德斯鎮區的面積為93.68平方千米，皆為陸地。根據2020年美國人口普查的數據，當地共有人口298人，而人口密度為每平方千米3.18人。